# 松平頼純
松平 頼純（まつだいら よりずみ）は、江戸時代前期から中期にかけての大名。伊予西条藩の初代藩主。官位は従四位下・権少将、左京大夫。

## 略歴
紀州藩主・徳川頼宣の3男として誕生。初代将軍・徳川家康は祖父。兄は徳川光貞。8代将軍吉宗の叔父、徳川家光や徳川光圀の従弟にあたる。
正保2年（1645年）に3代将軍・家光に御目見する。承応3年（1654年）に従四位・少将・左京大夫に叙される。寛文10年（1670年）、伊予西条3万石を与えられ大名に列する。
参勤交代をしない定府大名であった。
正徳元年（1711年）、死去した。享年71（満70歳没）。家督は五男の頼致が継いだ。

## 系譜
- 父：徳川頼宣（1602-1671）
- 母：越智氏
- 正室：清性院（?-1673） - 本多忠義の娘
  - 次男：松平頼路（1661-1698）
  - 女子：清姫（1666-1727） - 井上正岑正室
  - 四男：松平頼雄（1668-1718）
- 室：観樹院 - 太田氏
  - 女子：与伊（1676-1709） - 静岸院/清岸院、真田信弘正室
  - 女子：八千（1680-1763） - 小出英貞正室
  - 五男：徳川宗直（1682-1757）
- 室：佐藤氏
  - 六男：三堀尚峯（1697-1716） - 三堀作右衛門の養子
  - 七男：松平頼渡（1706-1738） - 松平頼致の養子
- 生母不明の子女
  - 長男：渡辺恭綱（1658-1738） - 渡辺直綱の養子
  - 女子：於留天姫（1663-1711） - 渥美勝之正室
  - 三男：松平頼廉（1664-1683）
  - 女子：名不詳（1672）
  - 女子：梅（1678-1683）
  - 女子：初（1684-1688）
  - 女子：四方（1687-1692）
  - 女子：嘉奈（1692-1693）

## 演じた俳優
- 藤岡琢也 : 『八代将軍吉宗』（NHK大河ドラマ、1995年）